# 水島 (福井県)
水島（みずしま）は、福井県敦賀市の色ヶ浜沖にある無人島。若狭湾国定公園内にある。

## 概要
敦賀湾北西部、敦賀半島の先端近くに浮かぶ。砂洲で結ばれた2つの小島が透明度の高い海に細長く伸びる。島には木々がこぢんまりと茂っている。夏には海水浴・ウィンドサーフィン・スクーバダイビングで賑わう。西側の蠑螺が岳から島全体を見渡すことができる。

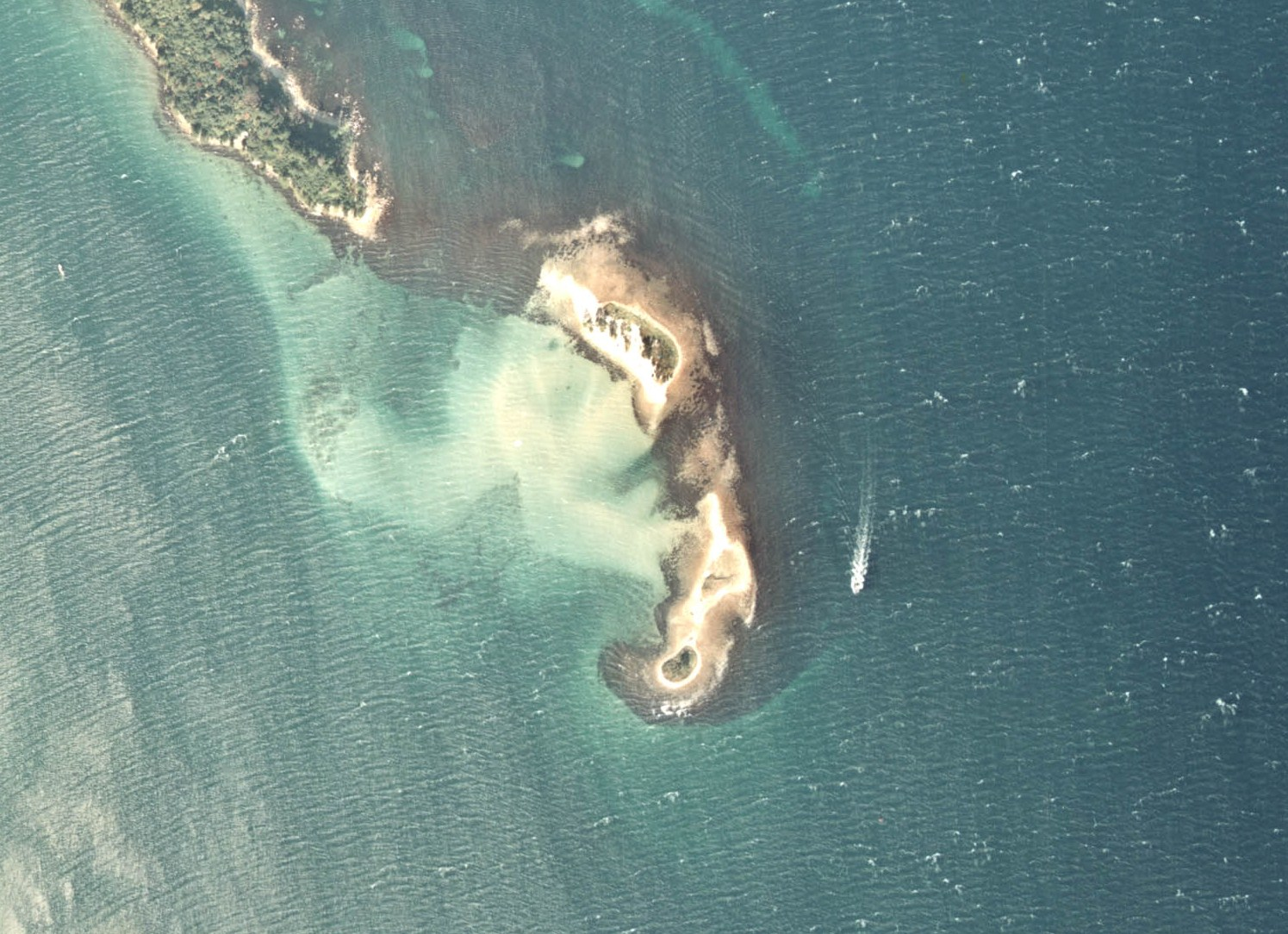
水島の空中写真。（1975年撮影）国土交通省 国土地理院 地図・空中写真閲覧サービスの空中写真を基に作成
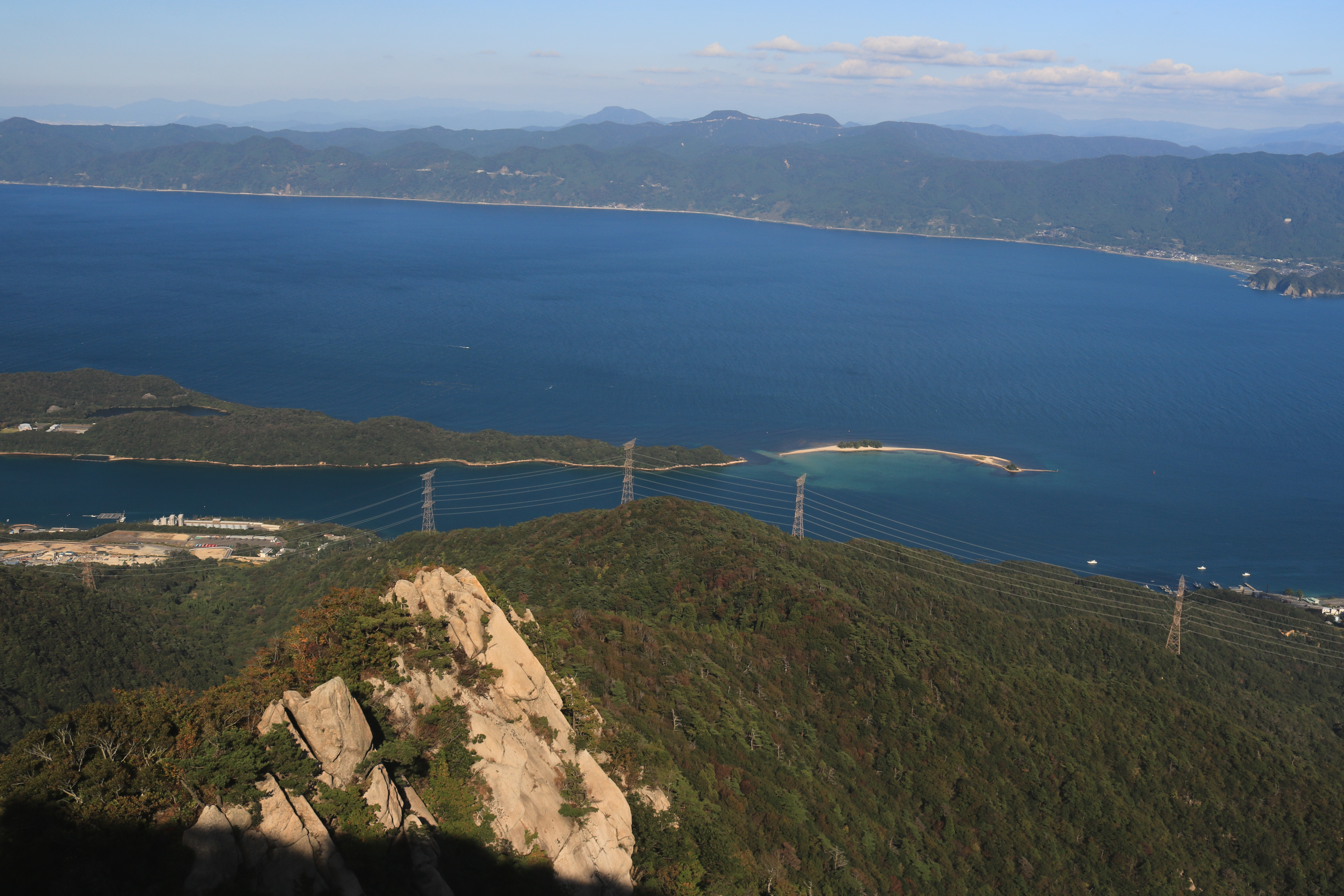
敦賀半島の北端の立石から南東に延びる半島の明神崎の南東にある水島

## アクセス
渡し船はオーミマリンが、敦賀半島側の「色ヶ浜」船着場（島に近い船着場）から季節運航する（※毎年7月中旬頃から8月下旬頃まで）。

### 乗船場への交通

#### 公共交通機関
- 北陸新幹線・JR北陸本線・小浜線・ハピラインふくい線 敦賀駅
  - 敦賀市コミュニティバス「色ヶ浜」停留所下車、「色ヶ浜」船着場まで徒歩約3分[5]。    - ※最寄りとなる「色ヶ浜」停留所は常宮線のバスが通る[5][6]。なお、夏期（7月 - 8月）の土曜・日曜・祝日は臨時便を増発する日がある[7]。

備考
- 水島の付近にある旅館や民宿の宿泊者は「浦底」船着場（島から少し離れた船着場）から乗船することもできるが、連絡がない場合は運航されない[3]。
- かつては敦賀港から「色ヶ浜」船着場までの航路（所要約30分）を1日1往復だけ運航していたが、廃止された。

#### 自動車
- 北陸自動車道
  - 敦賀ICから約35分[5]。
- 舞鶴若狭自動車道
  - 敦賀南スマートIC（ETC搭載車専用）から約35分。
- 国道8号
  - 敦賀バイパス
    - 余座ランプから約30分。

  - 敦賀市街地（本町（）・元町（）方面）
    - 気比神宮交差点から約26分。
- 国道476号
  - 曙交差点（国道8号(市街地区間)の交点）から約28分。
- 国道27号（金山バイパス）
- 福井県道142号松島若葉線
- 福井県道210号余座若葉線
  - 若葉交差点（金山バイパスと福井県道142号線・福井県道210号線の交点）から約30分。

備考
- 航路運行時は、色ヶ浜に駐車場（日帰り用）が設けられる[3]。

タクシー
- 敦賀駅から約30分[5]。

## 関連作品
- 『海の仙人』（絲山秋子 著、新潮社、2004年）